# Erich Engel
Erich Gustav Otto Engel (Amburgo, 14 febbraio 1891 – Berlino, 10 maggio 1966) è stato un regista tedesco, attivo tra gli anni trenta e gli anni cinquanta al cinema e a teatro.
È il padre del regista e sceneggiatore Thomas Engel.

## Biografia
Dal 1909 al 1911 frequentò la scuola di recitazione di Leopold Jessner ad Amburgo e in seguito iniziò a recitare in compagnie di repertorio. Nel 1914 svolse il servizio di leva in un ospedale militare, fino a quando nel 1917 venne ingaggiato dal Deutsches Schauspielhaus come autore teatrale.
Tra il 1918 e il 1921 lavorò come autore e regista all'Hamburger Kammerspiele, dopodiché si trasferì a Monaco di Baviera dove entrò in contatto con artisti quali Bertolt Brecht e Caspar Neher. L'incontro con Brecht si sarebbe rivelato fondamentale per Erich Engel che con il drammaturgo stabilì un lungo sodalizio artistico. I primi successi come regista teatrale di opere di Brecht inclusero la produzione originale Nella giungla delle città, rappresentata per la prima volta nel 1923 al Prinzregententheater di Monaco, e lo stesso anno i due si cimentarono anche nel cortometraggio Mysterien eines Frisiersalons, interpretato da Karl Valentin.
Dopo altre collaborazioni, inclusa L'opera da tre soldi rappresentata nel 1928 al Theater am Schiffbauerdamm di Berlino, tra il 1930 e il 1935 Engel si dedicò esclusivamente al cinema girando tra l'altro le commedie Wer nimmt die Liebe ernst...? (1931), I cinque del jazz band (1932), Pechmarie (1934) e Pygmalion (1935), tutte interpretate dall'attrice austriaca Jenny Jugo. Un altro film del 1935, Il re dei commedianti, ricevette una candidatura come miglior film straniero al Festival di Venezia.
Tra la fine degli anni trenta e i primi anni quaranta alternò l'attività teatrale a quella cinematografica, mettendo in scena alcune opere di William Shakespeare al Deutsches Theater di Berlino e girando numerose pellicole tra le quali Non mi sposo più, film italiano diretto nel 1942 insieme a Giuseppe Amato (per il quale venne accreditato come Enrico Engel) e uscito anche nella versione tedesca intitolata Viel Lärm um Nixi.
Tra il 1938 e il 1939 contribuì al soggetto di Madre Coraggio e i suoi figli di Brecht e nel contempo continuò la collaborazione con Jenny Jugo in commedie come La giovinezza di una grande imperatrice (1936), Una notte di Napoleone (1936), L'ultima avventura (1940) e La signorina professoressa (1940).
Nel 1948 diresse il film drammatico Affaire Blum, descrizione dell'ascesa del nazismo nella Germania degli anni venti che ottenne il secondo posto come miglior film straniero ai New York Film Critics Circle Awards (dietro Ladri di biciclette) e che rappresentò uno dei maggiori successi commerciali della Deutsche Film AG.

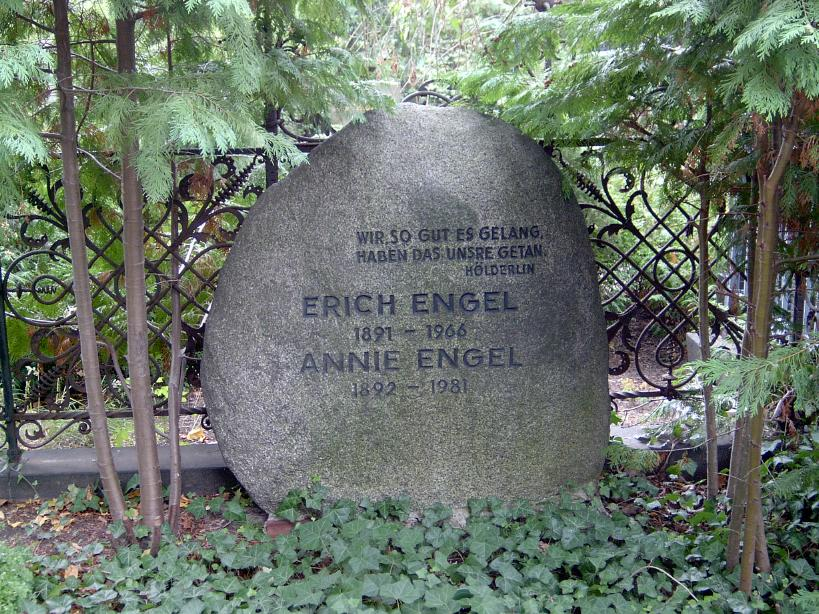
La tomba di Erich Engel nel cimitero di Dorotheenstadt a Berlino

Negli anni cinquanta Engel iniziò a lavorare nella Germania Ovest. Il giallo Unter den tausend Laternen venne presentato nel 1952 al Festival di Cannes e al Festival di Berlino e lo stesso anno diresse la commedia romantica Der fröhliche Weinberg, basata sull'omonima opera teatrale di Carl Zuckmayer. L'anno successivo partecipò in qualità di supervisore artistico al film Antonio e Virgoletta, adattamento dell'omonimo libro per ragazzi di Erich Kästner e prima regia del figlio Thomas.
Con la morte di Bertolt Brecht, avvenuta nell'agosto del 1956, gli subentrò nella cosiddetta "versione berlinese" di Vita di Galileo che venne rappresentata al Berliner Ensemble lo stesso anno. In seguito continuò a lavorare esclusivamente per la Germania Est, pur continuando a vivere a Berlino Ovest.
Nel 1958 diresse il suo ultimo lavoro, il film di guerra Geschwader Fledermaus, e nel 1965 scrisse con Robert A. Stemmle la sceneggiatura della produzione televisiva De zaak-Blum.
Morì all'età di 75 anni il 10 maggio 1966. È sepolto a Berlino nel Cimitero di Dorotheenstadt.

## Filmografia
- Mysterien eines Frisiersalons (1923) - cortometraggio, co-regia con Bertolt Brecht (anche co-sceneggiatore)
- Die Liebe ist der Frauen Macht (1924)
- Wer nimmt die Liebe ernst...? (1931)
- I cinque del jazz band (Fünf von der Jazzband) (1932)
- Inge und die Millionen (1933)
- Pechmarie (1934) - anche co-sceneggiatore
- Alta scuola (Hohe Schule) (1934)
- Pygmalion (1935)
- Il re dei commedianti (...nur ein Komödiant) (1935)
- La giovinezza di una grande imperatrice (Mädchenjahre einer Königin) (1936)
- Ein Hochzeitstraum (1936)
- Una notte di Napoleone (Die Nacht mit dem Kaiser) (1936)
- Gefährliches Spiel (1937)
- Der Maulkorb (1938)
- Un caso disperato (Ein hoffnungsloser Fall) (1939)
- Hotel Sacher (1939)
- L'ultima avventura (Nanette) (1940)
- Conflitto tragico (Der Weg zu Isabel) (1940)
- La signorina professoressa (Unser Fräulein Doktor) (1940)
- Non mi sposo più  - come Enrico Engel, co-regia con Giuseppe Amato (1942)
- Viel Lärm um Nixi (1942)
- Sommerliebe (1942)
- Dono di primavera (Altes Herz wird wieder jung) (1943)
- Man rede mir nicht von Liebe (1943)
- Es lebe die Liebe (1944)
- Wo ist Herr Belling? (1945)
- Fahrt ins Glück (1948)
- Affaire Blum (1948)
- Der Biberpelz (1949)
- Das seltsame Leben des Herrn Bruggs (1951)
- Kommen Sie am Ersten (1951)
- Unter den tausend Laternen (1952) - anche co-sceneggiatore
- Der fröhliche Weinberg (1952)
- Der Mann meines Lebens (1954) - anche co-sceneggiatore
- Konsul Strotthoff (1954)
- Du bist die Richtige (1955) - co-regia con Josef von Báky
- Liebe ohne Illusion (1955)
- Vor Gott und den Menschen (1955)
- Geschwader Fledermaus (1958)